# Katharina Hackhausen
Katharina Hackhausen (* 5. Juli 1985 in Köln) ist eine deutsche Schauspielerin.

## Leben
Katharina Hackhausen wuchs in Kerpen-Horrem auf. Nach Ablegen des Abiturs studierte sie von 2006 bis 2010 im Bereich Schauspiel an der Hochschule für Musik und Darstellende Kunst in Frankfurt am Main und sammelte während dieser Zeit erste Bühnenerfahrungen unter anderem am Gallus Theater und dem Schauspiel Frankfurt. Von 2010 bis 2013 war sie Mitglied des Ensembles an den Münchner Kammerspielen und dort in Atropa. Die Rache des Friedens. Der Fall Trojas von Tom Lanoye und in der Bühnenadaption von Luchino Viscontis Ludwig II. zu sehen. Zudem tritt sie am Schauspiel Frankfurt in der Bühnenfassung des Films Der blaue Engel nach dem Roman Professor Unrat von Heinrich Mann auf. Seit der Spielzeit 2013/2014 hat sie ein festes Engagement an das Deutsche Nationaltheater in Weimar.
Kathrina Hackhausen wirkte in einigen Film- und Fernsehproduktionen mit. Darunter befanden sich im Jahr 2009 der Spielfilm 13 Semester von Frieder Wittich mit Max Riemelt, Dieter Mann und Robert Gwisdek und 2010 der Fernsehfilm Morgen musst Du sterben von Niki Stein mit Uwe Kockisch, Susanne Lothar und Matthias Habich in der sie eine Polizistin darstellt. In der Fernsehserie Um Himmels Willen übernahm Katharina Hackhausen 2013/2014 die Rolle der Novizin Tabea von Beilheim.

## Filmografie
- 2009: Der Tiger oder Was Frauen lieben! (Fernsehfilm)
- 2009: 13 Semester
- 2010: Morgen musst Du sterben (Fernsehfilm)
- 2013–2014: Um Himmels Willen (Fernsehserie) – durchgehende Rolle als Tabea von Beilheim
- 2014: Monaco 110 (Fernsehserie) – 2 Folgen
- 2015: Dr. Gressmann zeigt Gefühle (Fernsehfilm)
- 2015: Öl – Die Wahrheit über den Untergang der DDR (Fernsehfilm)
- 2015: Schloss Einstein (Fernsehserie) – 3 Folgen
- 2018: Bettys Diagnose (Fernsehserie, Folge: Schöne Bescherung)

- 2019: Rentnercops (Fernsehserie, Folge: Altes Eisen)
- 2019: Wir sind die Welle (Netflixserie, Folge: It’s the Only Way)